# Christopher Löwe
Christopher „Chris“ Löwe (* 14. Januar 1993 in Jena) ist ein deutscher Hörfunkmoderator. Er ist beim Mitteldeutschen Rundfunk tätig und moderiert aktuell (2023) beim Sender MDR Jump.

## Leben
Christopher Löwe wuchs auf in seiner Geburtsstadt Jena. Nach dem Abitur 2011 ging er für ein Hochschulstudium  der Musikwissenschaften nach Halle (Saale). Dort begann er seine Hörfunkkarriere als Musikredakteur und Reporter. Seit 2017 moderiert er bei MDR Sputnik verschiedene Sendungen. Von Dezember 2018 bis September 2020 moderierte, produzierte und konzipierte er im Kindermedienangebot MDR Tweens als erster Moderator die werktägliche Show MDR Tweens Live mit Chris. Seit 2022 moderiert er werktags von 20 bis 24 Uhr auf MDR Jump.